# Dicranomyia pampoecila
Dicranomyia pampoecila là một loài ruồi trong họ Limoniidae. Chúng phân bố ở vùng Tân nhiệt đới.